# Harpalejeunea decurvicuspis
Harpalejeunea decurvicuspis là một loài Rêu trong họ Lejeuneaceae. Loài này được (Besch. & C. Massal.) Stephani mô tả khoa học đầu tiên năm 1913.